# Nicole Holofcener
Nicole Holofcener, född 22 mars 1960 i New York, är en amerikansk regissör och manusförfattare.
Hon har bland annat regisserat långfilmerna Rika vänner (2006) och Enough Said (2013). Hon har även regisserat avsnitt av TV-serier som Sex and the City och Parks and Recreation.

## Filmografi i urval
- 1996 – Walking and Talking
- 1998–2000 – Sex and the City (TV-serie) (fyra avsnitt)
- 2001 – Lovely & Amazing
- 2003–2004 – Six Feet Under (TV-serie) (två avsnitt)
- 2006 – Rika vänner
- 2010 – Please Give
- 2011–2013 – Enlightened (TV-serie) (två avsnitt)
- 2011–2013 – Parks and Recreation (TV-serie) (fyra avsnitt)
- 2013 – Enough Said
- 2018 – Can You Ever Forgive Me? (endast manus)